# Midland megye (Texas)
Midland megye az Amerikai Egyesült Államokban, azon belül Texas államban található. Megyeszékhelye és legnagyobb városa Midland. Lakosainak száma 169 983 fő (2020. április 1.). Midland megye Andrews, Upton, Glasscock, Reagan, Ector és Martin megyékkel határos.

## Népesség
A megye népességének változása:
| Lakosok száma | 136 954 | 140 001 | 146 786 | 151 468 | 161 077 | 169 983 |
|               | 2010    | 2011    | 2012    | 2013    | 2015    | 2020    |